# Lesquerella ludoviciana
Lesquerella ludoviciana là một loài thực vật có hoa trong họ Cải. Loài này được (Nutt.) S.Watson mô tả khoa học đầu tiên năm 1888.